# Calicotome villosa
Lo sparzio villoso (Calicotome villosa (Poir.) Link) è una pianta arbustiva della famiglia delle Fabacee, tipica degli ambienti di gariga e macchia mediterranea.

## Descrizione
È una pianta a portamento arbustivo che può crescere sino a 1–2 m di altezza.
Ha rami spinescenti e foglioline trifogliate.

I fiori sono di colore giallo e riuniti in fascetti

I frutti sono legumi larghi 5–6 mm e lunghi 30 mm, con due spigoli a forma di ali sull'orlo inferiore.

## Distribuzione e habitat
Calicotome villosa ha un areale mediterraneo che si estende dall'Europa meridionale (Portogallo, Spagna, Francia, Italia, Albania, Grecia) al Nord Africa (Marocco, Algeria, Tunisia, Libia), spingendosi a est sino alla Turchia e al Medio Oriente.
È una specie tipica di gariga e macchia mediterranea, dove si consocia spesso con lentisco, olivastro e fillirea.